# Auberon Herbert
 Der er flere personer med dette navn, se Auberon Herbert (flertydig). (Se også artikler, som begynder med Auberon Herbert)
Auberon Edward William Molyneux Herbert (født 18. juni 1838, død 5. november 1906) var en engelsk politiker, yngre broder til jarlen af Carnarvon.

## Biografi
Herbert var 1859—62 officer, studerede senere i Oxford og blev 1867 Dr. jur.. Marts 1864 gjorde han et besøg ved den danske hær på Dybbøl og viste stort personligt mod ved at opsøge de sårede midt under kampen; blev derfor ridder af Dannebrog.
1867 valgtes han til underhuset og optrådte som yderlig radikal; var modstander af enhver forbindelse mellem stat og kirke og krævede religionsundervisning udelukket fra de offentlige skoler. Også støttede han arbejderne i deres bestræbelser for at opnå højere løn og udtalte sig på folkemøder åbent for at indføre republikken efter dronning Victorias død.
Februar 1871 rettede han et skarpt angreb på regeringens udenrigspolitik, fordi den ikke havde optrådt som mægler under den fransk-tyske krig og hindret en landafståelse fra Frankrig til Tyskland. 1872 hævdede han i selve underhuset sine republikanske meninger under voldsomme angreb fra hans aristokratiske standsfæller. 1874 faldt han igennem ved valgene og kom ikke senere til at spille nogen politisk rolle.